# Lupin III - Prigioniero del passato
Lupin III - Prigioniero del passato (ルパン三世 プリズン・オブ・ザ・パスト?, Lupin Sansei: Prison of the Past, lett. "Lupin III - La prigione del passato") è il ventisettesimo speciale televisivo anime dedicato al personaggio di Lupin III, nato dalla mente di Monkey Punch. È andato in onda per la prima volta su Nippon Television il 29 novembre 2019. In Italia era stato annunciato per il 15 giugno 2021 su Prime Video, ma è stato rimandato al 13 settembre.

## Trama
Lupin III, Daisuke Jigen e Goemon Ishikawa si recano nel regno di Dorrente per liberare un ladro di nome Finnegan, detenuto nella prigione locale e prossimo all’esecuzione. Finnegan è molto benvoluto nella comunità dei ladri internazionali, avendone aiutati molti prima della prigionia. Fujiko agisce in concorrenza alla banda, assistita da altri ladri debitori di Finnegan.
Tuttavia, Finnegan si rivelerà un doppiogiochista; ha preso il controllo della prigione, in combutta con la direttrice e un potente locale che ha detronizzato il re legittimo; ai loro ordini c'è anche un combattente mascherato, uno spadaccino che dà filo da torcere a Goemon. Il samurai viene apparentemente ucciso, ma si salva proprio grazie allo spadaccino, ovvero il principe ereditario; questi gli chiede di insegnargli a combattere e Goemon lo fa tramite un duello.
La direttrice, innamorata del principe, si tirerà poi indietro. Lupin e Fujiko liberano il re. Zenigata, accompagnato da un giovane collega, scopre che la prigione fa da base per un traffico d'armi redditizio. Alla fine, Finnegan ammetterà la sconfitta e tornerà in prigione, riconoscendo di aver smarrito se stesso. Il re torna sul trono e il principe si ricongiunge con la sua amante.

## Doppiaggio
| Personaggio               | Voce originale      | Doppiatore italiano       |
| ------------------------- | ------------------- | ------------------------- |
| Lupin III                 | Kan'ichi Kurita     | Stefano Onofri            |
| Daisuke Jigen             | Kiyoshi Kobayashi   | Alessandro D'Errico       |
| Goemon Ishikawa XIII      | Daisuke Namikawa    | Antonio Palumbo           |
| Fujiko Mine               | Miyuki Sawashiro    | Alessandra Korompay       |
| Ispettore Koichi Zenigata | Kōichi Yamadera     | Rodolfo Bianchi           |
| Goro Yatagarasu           | Nobunaga Shimazaki  | Massimo Triggiani         |
| Hector Corbett Finnegan   | Hiroaki Hirata      | Massimo Lopez             |
| Lorenza                   | Houko Kuwashima     | Valentina Framarin        |
| Berthet                   | Shin'ichirō Miki    | Maurizio Merluzzo         |
| Scarlato                  | Takayuki Sakazume   | Luigi Ferraro             |
| Re di Dorrente            | Kenichi Ogata       | Rodolfo Traversa          |
| Dinamite Joe              | Kenta Miyake        | Gianluca Tusco            |
| Fratello Balmer #1        | Chikahiro Kobayashi | Alberto Franco            |
| Fratello Balmer #2        | Setsuji Satoh       | Enrico Pallini            |
| Fratello Balmer #3        | Tomohiro Fujitaka   | Giorgio Bassanelli Bisbal |
| Dott. Heinz               | Hiroshi Yanaka      | Roberto Chevalier         |
| Barone Orellana           | Yutaka Aoyama       | Emiliano Coltorti         |

## Colonna sonora
Tutte le musiche sono composte da Yūji Ōno.
- Sigla di apertura: Theme From Lupin III 2019～classical piano vers., nuova versione del Rupan Sansei no Theme di Yūji Ōno, eseguita da Yūji Ōno e Lupintic Six with Friends feat. Shigeru Matsuzaki.
- Sigla di chiusura: Super Hero 2019 di Yuji Ohno & Lupintic Six with Friends feat. Shigeru Matsuzaki.

## Edizioni home video
In Giappone è stato pubblicato in DVD e Blu-ray Disc il 19 febbraio 2020, mentre in Italia sono usciti in vendita dal 1º febbraio 2023 all'interno della raccolta LUPIN THE 3rd TV MOVIE COLLECTION 2016-2019 in un cofanetto che comprende anche Lupin III - La partita italiana e Lupin III - Addio, amico mio.